# Батасуна
Батасуна (баск. Batasuna — єдність) — сепаратистська націоналістична соціалістична політична партія в Іспанії і Франції, що діє в основному в Країні Басків і Наваррі.

## Історія
Партія була заснована в квітні 1978 року в Лекейтіо під назвою Єдність народу (баск. Herri Batasuna) як коаліція лівих політичних сил націоналістичного спрямування, які виступали проти прийняття нової конституції. На загальних парламентських виборах 1979 року в Країні Басків партія отримала 13 % голосів. У 1998-2001 партія називалася «Ми — баскські громадяни» (баск. Euskal Herritarrok). Партія неодноразово завойовувала місця в парламентах Іспанії, Наварри, Країні Басків, Європейському парламенті, місцевих радах, з яких в 62 вигравала вибори.
У 2003 році в Іспанії партія була заборонена рішенням суду, який встановив її зв'язок з терористичним угрупуванням ЕТА. У Франції партія бере участь у виборах як громадська організація.
Батасуна входила в список терористичних осіб і організацій ЄС.
Основним публічним представником партії був Арнальдо Отегі.
3 січня 2013 року представники Батасуни у Франції заявили про остаточний розпуск партії.
Ліві баскські партії Аларал (2000), Білду (2011) і Сорту (2011) можуть розглядатися як спадкоємиці Батасуни або її фракцій, які відмовилися від насильницьких форм боротьби.